# 제이쓴
제이쓴(1986년 12월 27일 ~ )은 대한민국의 인테리어디자이너이다.